# Tom Moore
Tom Moore, all'anagrafe Thomas J. Moore (Fordstown Crossroads, 1º maggio 1883 – Santa Monica, 12 febbraio 1955), è stato un attore e regista irlandese naturalizzato statunitense, apparso in 186 film tra il 1908 e il 1954, spesso con ruoli da protagonista romantico, specialmente nel periodo del muto, ma anche agli inizî del sonoro.

## Biografia
Nato in Irlanda, a Fordstown Crossroads, Moore emigrò negli Stati Uniti insieme ai suoi fratelli, Owen, Matt e Joe. Anche Owen e Matt diventarono attori molto noti e Owen fu il primo marito di Mary Pickford. Nel 1908 Tom Moore esordì come attore e, tra il 1914 e il 1915, diresse anche 17 pellicole.
Nel 1914 sposò Alice Joyce, stella del cinema muto, dalla quale ebbe una figlia, Alice Moore (1916-1960), che recitò in sei film con il padre tra il 1934 e il 1937.
Nel 1920, mentre si trovava a New York per i festeggiamenti di fine anno, Moore conobbe l'attrice francese Renée Adorée, di cui si innamorò. Dopo sole sei settimane dal loro incontro, i due si sposarono il 12 febbraio 1921 nella casa di Moore a Beverly Hills. Il matrimonio durò solo pochi anni. Nel 1931, Moore si sposò per la terza volta con Eleanor Merry.
Si ritirò dalle scene nel 1930, ma una decina di anni dopo riprese a lavorare per il cinema interpretando ruoli di caratterista. Morì a Santa Monica, in California, all'età di 71 anni.

## Riconoscimenti
Ha una stella a lui dedicata all'Hollywood Walk of Fame al 1640 di Vine Street.

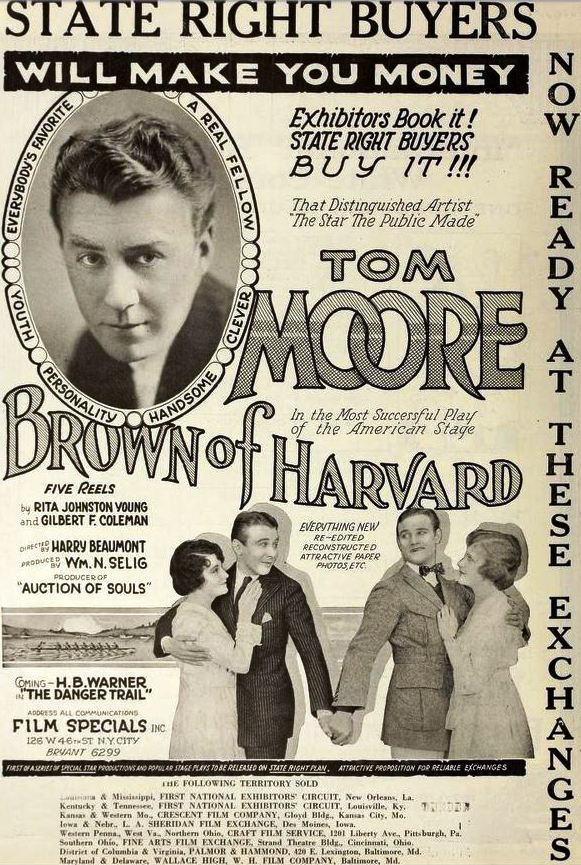
Brown of Harvard (1918)

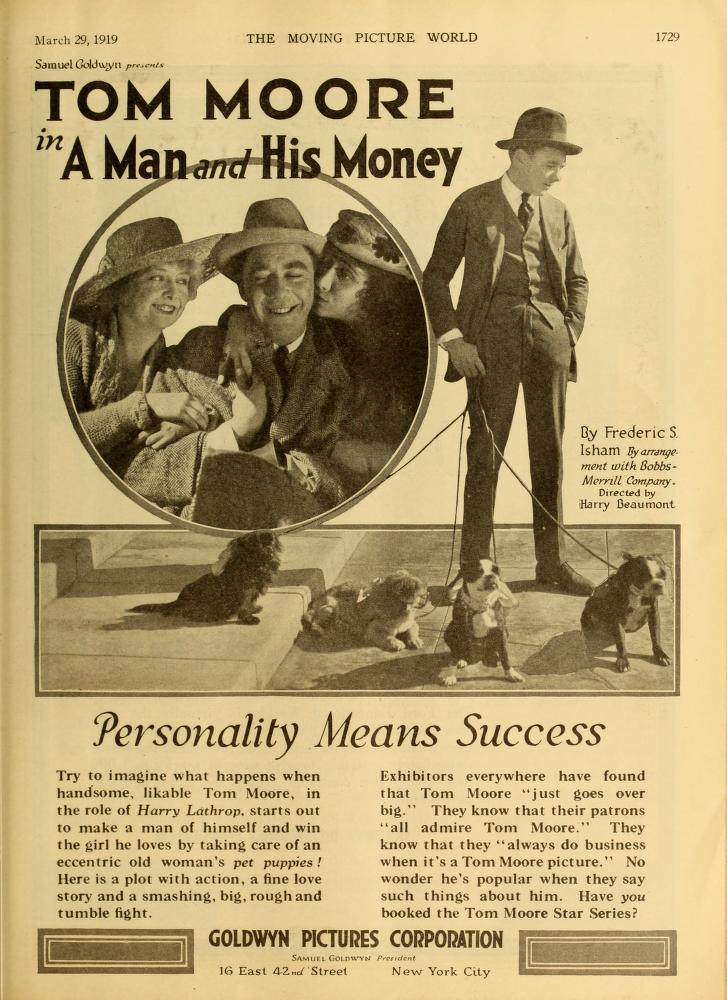
A Man and His Money (1919)

## Filmografia

### Attore
- The Test of Friendship, regia di David Wark Griffith - cortometraggio (1908)
- The Christmas Burglars, regia di David Wark Griffith - cortometraggio (1908)
- The Helping Hand, regia di David Wark Griffith - cortometraggio (1908)
- The Criminal Hypnotist, regia di David Wark Griffith - cortometraggio (1909)
- The Voice of the Violin, regia di David Wark Griffith - cortometraggio (1909)
- A Drunkard's Reformation, regia di David Wark Griffith - cortometraggio (1909)
- The Belle of New Orleans, regia di George LeSoir - cortometraggio (1912)
- A Bucktown Romance - cortometraggio (1912)
- A Mardi Gras Mix-Up - cortometraggio (1912)
- The Pilgrimage - cortometraggio (1912)
- The Gent from Honduras (1912)
- Into the Jungle (1912)
- The Girl Strikers (1912)
- The Thief, regia di Edmund Lawrence - cortometraggio (1912)
- The Barefoot Boy (1912)
- The Strange Story of Elsie Mason, regia di Edmund Lawrence - cortometraggio (1912)
- The Mystery of Grandfather's Clock, regia di Edmund Lawrence - cortometraggio (1912)
- The Young Millionaire, regia di Edmund Lawrence - cortometraggio (1912)
- A Battle of Wits (1912)
- A Daughter's Sacrifice, regia di Edmund Lawrence - cortometraggio (1912)
- A Race with Time, regia di Edmund Lawrence[1]o Kenean Buel[2](1912)
- The Finger of Suspicion, regia di Edmund Lawrence- cortometraggio (1912)
- A Business Buccaneer (1912)
- The Flag of Freedom (1913)
- Grandfather (1913)
- The Nurse at Mulberry Bend (1913)
- The Cub Reporter's Temptation (1913)
- The Senator's Dishonor (1913)
- In the Power of Blacklegs (1913)
- Panic Days in Wall Street (1913)
- The Blind Composer's Dilemma (1913)
- The $20,000 Carat (1913)
- The American Princess, regia di Edmund Lawrence (1913)
- In the Grip of a Charlatan (1913)
- A Streak of Yellow (1913)
- The Sneak (1913)
- The Heart of an Actress (1913)
- The Adventure of an Heiress (1913)
- The Artist's Sacrifice (1913)
- When Fate Decrees (1913)
- The Pawnbroker's Daughter (1913)
- The Attorney for the Defense (1913)
- The Cloak of Guilt (1913)
- A Victim of Deceit (1913)
- A Thief in the Night, regia di George Terwilliger (1913)
- A Bolt from the Sky (1913)
- For Her Sister's Sake (1913)
- The Christian, regia di George Loane Tucker (1913)
- The Fatal Legacy (1913)
- The Midnight Message, regia di Kenean Buel (1913)
- The Atheist (1913)
- The Closed Door, regia di Harry Solter (1913)
- Our New Minister (1913)
- Primitive Man (1913)
- The Hunchback, regia di Kenean Buel - cortometraggio (1913)
- An Unseen Terror (1913)
- Her Husband's Friend, regia di Robert G. Vignola (1914)
- The Hand Print Mystery, regia di Robert G. Vignola (1914)
- The Shadow (1914)
- The Cabaret Dancer, regia di Robert G. Vignola (1914)
- The Dance of Death (1914)
- Nina o' the Theatre, regia di Kenean Buel - cortometraggio (1914)
- The Weakling (1914)
- In Wolf's Clothing, regia di Robert G. Vignola - cortometraggio (1914)
- The Beast, regia di Kenean Buel (1914)
- The Vampire's Trail, regia di T. Hayes Hunter e Robert G. Vignola (1914)
- The Brand, regia di Kenean Buel (1914)
- The Mystery of the Sleeping Death (1914)
- The Green Rose (1914)
- The Barefoot Boy, regia di Robert G. Vignola (1914)
- Fate's Midnight Hour (1914)
- The Girl and the Stowaway (1914)
- The Judge's Wife, regia di William Desmond Taylor (1914)
- The Mad Mountaineer (1914)
- The Lynbrook Tragedy (1914)
- His Inspiration, regia di Tom Moore (1914)
- The Girl and the Explorer (1914)
- The Prodigal (1914)
- The Black Sheep (1914)
- The Adventure at Briarcliff (1915)
- The Cabaret Singer, regia di Tom Moore (1915)
- The Secret Room (1915)
- The First Commandment (1915)
- Poison, regia di Tom Moore (1915)
- The Girl and the Bachelor (1915)
- The Third Commandment (1915)
- The Black Ring (1915)
- Prejudice, regia di Tom Moore (1915)
- The Seventh Commandment, regia di Tom Moore (1915)
- In Double Harness (1915)
- For High Stakes (1915)
- The Legacy of Folly (1915)
- Sowing the Wind, regia di Lawrence B. McGill (1916)
- Puppets of Fate, regia di Lawrence B. McGill (1916)
- The Tight Rein (1916)
- Dollars and the Woman, regia di Joseph Kaufman (1916)
- The Lost Paradise, regia di Howell Hansel - cortometraggio (1916)
- The Memory Mill (1916)
- L'uomo della fortuna (The Cinderella Man), regia di George Loane Tucker (1917)
- The Primrose Ring, regia di Robert Z. Leonard (1917)
- Il Giaguaro (The Jaguar's Claws), regia di Marshall Neilan (1917)
- Little Miss Optimist (1917)
- The Wild Girl, regia di Howard Estabrook (1917)
- The Lesson, regia di Charles Giblyn (1917)
- Brown of Harvard, regia di Harry Beaumont (1918)
- Dodging a Million (1918)
- Go West, Young Man, regia di Harry Beaumont (1918)
- The Floor Below, regia di Clarence G. Badger (1918)
- The Danger Game, regia di Harry A. Pollard (1918)
- The Fair Pretender (1918)
- Just for Tonight, regia di Charles Giblyn (1918)
- The Kingdom of Youth (1918)
- Thirty a Week (1918)
- Stake Uncle Sam to Play Your Hand - cortometraggio (1918)
- A Man and His Money, regia di Harry Beaumont (1919)
- One of the Finest, regia di Harry Beaumont (1919)
- The City of Comrades, regia di Harry Beaumont (1919)
- Heartsease, regia di Harry Beaumont  (1919)
- Lord and Lady Algy, regia di Harry Beaumont (1919)
- Toby's Bow, regia di Harry Beaumont (1919)
- The Gay Lord Quex, regia di Harry Beaumont (1919)
- Duds (1920)
- The Great Accident, regia di Harry Beaumont (1920)
- Stop Thief, regia di Harry Beaumont  (1920)
- Ufficiale 666 o Chi sarà il ladro (Officer 666), regia di Harry Beaumont (1920)
- Hold Your Horses, regia di E. Mason Hopper (1921)
- Made in Heaven, regia di Victor Schertzinger (1921)
- Beating the Game, regia di Victor Schertzinger (1921)
- From the Ground Up, regia di E. Mason Hopper (1921)
- Mr. Barnes of New York, regia di Victor Schertzinger (1922)
- Over the Border (1922)
- The Cowboy and the Lady, regia di Charles Maigne (1922)
- Pawned (1922)
- The Harbour Lights, regia di Tom Terriss (1923)
- Marriage Morals (1923)
- Rouged Lips, regia di Harold M. Shaw (1923)
- Big Brother, regia di Allan Dwan (1923)
- Maschietta (Manhandled), regia di Allan Dwan (1924)
- One Night in Rome, regia di Clarence G. Badger (1924)
- Dangerous Money, regia di Frank Tuttle (1924)
- On Thin Ice (1925)
- Adventure, regia di Victor Fleming (1925)
- La mosca nera (Pretty Ladies), regia di Monta Bell (1925)
- Under the Rouge (1925)
- The Trouble with Wives, regia di Malcolm St. Clair (1925)
- A Kiss for Cinderella, regia di Herbert Brenon (1925)
- The Song and Dance Man (1926)
- Lei e l'altra (Good and Naughty), regia di Malcolm St. Clair (1926)
- The Clinging Vine (1926)
- Syncopating Sue (1926)
- Cabaret di Broadway (Cabaret), regia di Robert G. Vignola (1927)
- The Love Thrill, regia di Millard Webb (1927)
- Marito in trappola (The Wise Wife), regia di E. Mason Hopper (1927)
- The Siren, regia di Byron Haskin (1927)
- A New York si fa così (Anybody Here Seen Kelly?) (1928)
- His Last Haul (1928)
- The Yellowback (1929)
- L'ultimo viaggio (1929)
- The Woman Racket, regia di Albert H. Kelley, Robert Ober e (non accreditato) Paul Bern (1930)
- The Costello Case (1930)
- The Last Parade (1931)
- Stout Hearts and Willing Hands (1931)
- Cannonball Express (1932)
- Men Are Such Fools, regia di William Nigh (1932)
- See You Tonight (1933)
- Mr. Broadwa (1933)
- Neighbors' Wives (1933)
- Bombay express (Bombay Mail) (1934)
- L'angelo delle tenebre (The Dark Angel), regia di Sidney Franklin (1935)
- Robin Hood dell'Eldorado (The Robin Hood of El Dorado) (1936)
- La regina di picche (Trouble for Two)
- Parole!
- The Girl on the Front Page
- Reunion
- Ten Laps to Go (1936)
- Behind Green Lights (1946)
- The Shocking Miss Pilgrim (1947)
- Rose tragiche (Moss Rose) (1947)
- Come nacque il nostro amore (Mother Wore Tights) (1947)
- Ambra (Forever Amber), regia di Otto Preminger (1947)
- Scudda Hoo! Scudda Hay! (1948)
- Le mura di Gerico (The Walls of Jericho) (1948)
- I quattro rivali (Road House) (1948)
- L'urlo della città (Cry of the City) (1948)
- Soldato di ventura (The Fighting O'Flynn) (1949)
- Il messaggio del rinnegato (The Redhead and the Cowboy) (1951)
- Furore sulla città (The Turning Point) (1952)
- The Great Diamond Robbery, regia di Robert Z. Leonard (1954)

### Regista
- The Mad Moutaineer (1914)
- His Inspiration (1914)
- The Girl and the Explorer (1914)
- The Prodigal (1914)
- The Black Sheep (1914)
- Prejudice (1915)
- The Adventure at Briarcliff (1915)
- The Cabaret Singer (1915)
- The Secret Room (1915)
- The First Commandment (1915)
- The Seventh Commandment (1915)
- Poison (1915)
- The Girl and the Bachelor (1915)
- The Third Commandment (1915)
- In Double Harness (1915)
- The Legacy of Folly (1915)

### Sceneggiatore
- The Adventure at Briarcliff, regia di Tom Moore (1915)
- The Cabaret Singer, regia di Tom Moore (1915)

## Spettacoli teatrali
- The Cup (Broadway, 12 novembre 1923)
- She Stoops to Conquer (Broadway, 28 dicembre 1949)